# Zeugenschutz-Harmonisierungsgesetz
Das Zeugenschutz-Harmonisierungsgesetz (ZSHG) hat zum 31. Dezember 2001 eine bundeseinheitliche gesetzliche Grundlage für den polizeilichen Zeugenschutz geschaffen.

## Rechtspolitische Bedeutung
Zeugen, die wegen ihrer persönlichen Nähe zu den Tätern oder aus anderen Gründen über Informationen über deren Tatbeteiligung sowie über die Tatplanung und -ausführung verfügen, sind einerseits wichtige Beweismittel in einem Strafverfahren. Gem. § 48 Abs. 1 StPO sind sie grundsätzlich verpflichtet, vor Gericht zu erscheinen und auszusagen. Andererseits versuchen diejenigen Personen, gegen die sich die Verfahren richten, belastende Aussagen zu verhindern. Zeugen, die sich bereit erklärt haben, bei den Strafverfolgungsbehörden auszusagen und deren Angehörige sind deshalb in der Regel einer besonders hohen Gefährdung von Leib oder Leben ausgesetzt. Um die Aussagewilligkeit und -fähigkeit derart wichtiger Zeugen zu gewinnen und aufrechtzuerhalten, soll ihnen von den Strafverfolgungsbehörden ein umfassender und wirksamer Schutz angeboten werden.

## Inhalt

### Anwendbarkeit
Bundes- und landesrechtliche Regelungen zur Abwehr einer für die zu schützende Person bestehenden Gefahr bleiben durch das ZSHG unberührt (§ 2 Abs. 1 Satz 2 ZSHG). Zeugenschutzmaßnahmen nach anderen Bundesgesetzen oder zur Gefahrenabwehr nach dem Polizei- und Ordnungsrecht der Länder sind daher weiterhin möglich. So enthalten § 7, § 66 BKAG spezielle Regelungen für den Zeugenschutz durch das Bundeskriminalamt. Dieses ist zuständig „für herausragende internationale Zeugenschutzfälle, entweder auf Ersuchen anderer Staaten oder auf Ersuchen für die Verfolgung von Straftaten zuständiger zwischen- und überstaatlicher Stellen (beispielsweise eines internationalen Strafgerichtshofes), die zeit- und personalaufwendig sind“ und von den originär für den operativen Zeugenschutz zuständigen Bundesländern nicht geleistet werden können.

### Zeugenschutzmaßnahmen

#### Geschützter Personenkreis
Geschützt werden können Personen, ohne deren Angaben in einem Strafverfahren die Erforschung des Sachverhaltes oder die Ermittlung des Aufenthaltsortes des Beschuldigten aussichtslos oder wesentlich erschwert wäre, wenn eine konkrete Gefahr für deren Leib, Leben, Gesundheit, Freiheit oder wesentliche Vermögenswerte besteht. Eine nur abstrakte Gefährdung reicht nicht aus. In jedem Einzelfall ist eine Gefährdungsanalyse vorzunehmen.
Neben dem Zeugen und aussagebereiten Mitbeschuldigten gilt das auch für Angehörige im Sinne von § 11 Abs. 1 Nr. 1 Strafgesetzbuch (StGB) und sonstige nahe stehende Personen. Die Entscheidung über Beginn, Art, Umfang und Beendigung solcher Maßnahmen setzt in jedem Einzelfall eine Verhältnismäßigkeitsprüfung voraus, bei der insbesondere die Schwere der Tat, der Grund der Gefährdung, die
Beschuldigtenrechte desjenigen, gegen den ausgesagt werden soll, und die Auswirkungen des Zeugenschutzes zu berücksichtigen sind. Die Beendigung
des Strafverfahrens führt nicht allein zur Aufhebung der Zeugenschutzmaßnahmen, soweit die Gefährdung fortbesteht (§ 1 ZSHG).
Die Schutzmaßnahmen setzen das Einverständnis der zu schützenden Person und deren Eignung voraus. An der Eignung kann es etwa fehlen, wenn die zu schützende Person falsche Angaben macht, Zusagen nicht einhält oder hierzu nicht die Fähigkeit besitzt, zur Geheimhaltung nicht bereit ist oder Straftaten begeht.

#### Zuständigkeit
Zuständig für den Zeugenschutz sind die Zeugenschutzdienststellen der Polizei (§ 2 ZSHG). Die örtlich zuständigen Polizeidienststellen arbeiten auf Bundes- und Landesebene mit den Koordinierungsstellen beim Bundeskriminalamt und den Landeskriminalämtern zusammen. Die Maßnahmen sollen nicht von Polizeibeamten durchgeführt werden, die unmittelbar mit dem Ermittlungsverfahren befasst sind.
Zeugenschutzmaßnahmen unterliegen der Geheimhaltung durch die beteiligten Amtsträger im Sinne des § 11 Abs. 1 Nr. 2 StGB sowie der nach dem Gesetz über die förmliche Verpflichtung nichtbeamteter Personen zur Verschwiegenheit verpflichteten Personen (§ 3 ZSHG, § 11 Abs. 1 Nr. 4 StGB).

#### Konkrete Schutzmaßnahmen
Einerseits sind öffentliche Stellen berechtigt, auf Ersuchen der Zeugenschutzdienststelle personenbezogene Daten der zu schützenden Person zu sperren oder nicht zu übermitteln (§ 4 ZSHG). Andererseits dürfen öffentliche Stellen auf Ersuchen der Zeugenschutzdienststelle für eine zu schützende Person Urkunden oder sonstige Dokumente zum Aufbau oder zur Aufrechterhaltung einer vorübergehend geänderten Identität (Tarndokumente) mit den von der Zeugenschutzdienststelle mitgeteilten Daten herstellen (§ 5 Abs. 1 Satz 1 ZSHG). Ausgeschlossen sind jedoch Veränderungen im Personenstandsregister (§ 5 Abs. 1 Satz 4 ZSHG). Personalausweise und Pässe dürfen nur für Personen ausgestellt werden, die Deutsche im Sinne von
Art. 116 des Grundgesetzes sind (§ 5 Abs. 1 Satz 5 ZSHG).
Geschützte Zeugen sind nicht nur in Strafverfahren berechtigt, bei einer Vernehmung Angaben zur Person zu verweigern oder nur über eine frühere Identität zu machen und ihr Gesicht entgegen § 176 Abs. 2 Satz 1 des Gerichtsverfassungsgesetzes (GVG) ganz oder teilweise verhüllen (§ 68 StPO), sondern auch in anderen Gerichtsverfahren sowie Verfahren vor einem parlamentarischen Untersuchungsausschuss (§ 10 ZSHG). Zeugenschutzmaßnahmen in Haftanstalten ergehen im Einvernehmen mit dem Leiter der Einrichtung (§ 11 ZSHG).
Die Unterbringung von gefährdeten Zeugen an einem anderen Ort stellt eine Kernmaßnahme im Zeugenschutzkonzept dar. Unter der Tarnidentität darf der geschützte Zeuge deshalb am Rechtsverkehr teilnehmen und beispielsweise eine neue Wohnung anmieten oder ein Arbeitsverhältnis eingehen.
Sobald bei einem Wohnsitzwechsel die einwohnermelderechtliche Erfassung im Melderegister erfolgt ist und damit systemtechnisch ein Wohnsitz generiert wurde, erfolgt zum Aufbau oder zur Aufrechterhaltung einer geänderten Identität bei anstehenden Bundes-, Landes- und Kommunalwahlen die Ausstellung einer entsprechend geänderten Wahlbenachrichtigung.
Bei Beendigung des Zeugenschutzes werden die nach den §§ 4 und 5 ZSHG getroffenen Maßnahmen aufgehoben. Die Zeugenschutzdienststelle zieht eventuelle Tarndokumente wieder ein (§ 6 ZSHG).